# Imil Habibi
Imil (Émile) Habibi (àrab: إميل حبيبي, Imīl Ḥabībī) (Haifa, 28 de gener de 1922 - Natzaret, 2 de maig de 1996) fou un escriptor palestí. Va nàixer en el si d'una família palestina de fe cristiana protestant. Originalment, combregaven amb el cristianisme ortodox, però es van convertir al protestantisme degut a les disputes dins l'església ortodoxa. Habibi va convertir-se en un dels líders del Partit Comunista Palestí entre el 1920 i el 1948. Va donar suport al pla de partició de les Nacions Unides i va escollir quedar-se a Haifa fins a la seva mort, malgrat que la ciutat va caure sota control israelià després de la guerra araboisraeliana de 1948. Habibi va començar a escriure històries curtes a la dècada del 1960. Destaquen en la seva obra les novel·les Al-Waqāʾiʿ al-gharībah fī 'khtifāʾ Saʿīd Abī 'l-Naḥsh al-Mutashāʾil (‘Els esdeveniments estranys en la desaparició de Said, pare del nefast pesoptimista’, 1974), Khurāfiyyat Sarāyā Bint al-Ghūl (‘Saraya, la filla del dimoni’, 1991) i Estudis sobre sis dies, conjunt de relats breus.